# Nie płacz, Charlotto
Nie płacz, Charlotto – amerykański thriller z 1964 roku na podstawie nieopublikowanego opowiadania Henry'ego Farnella What Ever Happened to Cousin Charlotte?.

## Główne role
- Bette Davis jako Charlotte
- Olivia de Havilland jako Miriam
- Joseph Cotten jako Drew
- Agnes Moorehead jako Velma
- Cecil Kellaway jako Harry
- Victor Buono jako Wielki Sam
- Mary Astor jako Jewel Mayhew
- Wesley Addy jako Szeryf
- William Campbell jako Paul Marchand
- Bruce Dern jako John Mayhew
- Frank Ferguson jako Wydawca

## Fabuła
Charlotte zamieszkuje dom, w którym 30 lat temu zamordowano jej kochanka Johna. Teraz ma tędy przebiegać autostrada. Sama nie jest w stanie się bronić, więc ściąga do siebie kuzynkę Miriam. Wkrótce po jej przybyciu w domu dzieją się dziwne rzeczy. Wiele rzeczy przemawia za tym, że to Charlotte zabiła Johna. Ale kobieta w to nie wierzy i zaczyna popadać w obłęd. Podświadomie wmawia sobie, że Miriam i jej lekarz świadomie popychają ją ku obłędowi, by zdobyć jej majątek.

## Nagrody i nominacje
Oscary za rok 1964
- Najlepsze zdjęcia do filmu czarno-białego – Joseph F. Biroc (nominacja)
- Najlepsza scenografia i dekoracje wnętrz do filmu czarno-białego – William Glasgow, Raphael Bretton (nominacja)
- Najlepsze kostiumy do filmu czarno-białego – Norma Koch
- Najlepsza muzyka głównie oryginalna – Frank De Vol (nominacja)
- Najlepsza piosenka Hush... Hush, Sweet Charlotte – muzyka: Frank De Vol; słowa Mack David (nominacja)
- Najlepszy montaż – Michael Luciano (nominacja)
- Najlepsza aktorka drugoplanowa – Agnes Moorehead (nominacja)

Złote Globy 1964
- Najlepsza aktorka drugoplanowa – Agnes Moorehead